# 체이스 스타디움
체이스 스타디움(Chase Stadium)은 미국의 축구 전용 경기장이다. 2020시즌부터 MLS 인터 마이애미 CF의 1군팀과 2군팀의 홈경기장으로 사용하고 있다.